# Marinus Anton Donk
Marinus Anton Donk, né le 14 août 1908 à Situbondo (Indonésie) et décédé le 2 septembre 1972  est un mycologue néerlandais.